# Лятошинський Микола Леонтійович
Мико́ла Лео́нтійович Лятоши́нський (нар. 1861 — пом. 1920) — український педагог, дійсний статський радник, батько відомого композитора, диригента і педагога Бориса Лятошинського. 

## Життєпис

### Родина
Народився 1861 року в сім'ї відомого житомирського лікаря.

### Освіта
Закінчив історичний факультет Київського університету Святого Володимира і був залишений у ньому для наукової роботи.

### Трудова діяльність
На державній службі та у відомстві Міністерства народної освіти з 12 грудня 1884 року.
У джерелах стосовно державної служби починає згадуватися у 1885-1889 навчальних роках як викладач історії Немирівської чоловічої гімназії без чину.
У 1889-1892 навчальних роках — викладач історії та географії Житомирської чоловічої гімназії у чині колезький асесор.
У 1892-1894 навчальних роках — викладач Житомирської духовної семінарії у чині надвірний радник.
У 1892-1895 навчальних роках — викладач історії Житомирської чоловічої гімназії.
У 1895-1897 навчальних роках — викладач історії Житомирської чоловічої гімназії у чині колезький радник.
У 1897-1906 навчальних роках — викладач історії Першої київської чоловічої гімназії у чині статський радник.
У 1906-1908 навчальних роках — директор Немирівської чоловічої гімназії.
У 1908-1910 навчальних роках — директор чоловічої гімназії та жіночої гімназії у місті Златополі.
У 1911-1915 навчальних роках — директор Житомирського приватного училища Н. Л. Ремезової та з 1915-1916 навчального року вже в чині дійсний статський радник.
1913 року вніс на рахунок Златопільської чоловічої гімназії 1300 рублів для заснування персональної стипендії.

### Друковані праці
- Н.Л.Лятошинский. Кавказ в историческом отношении: (Экскурсия учеников Киев. 1-й гимназии на Кавказ в 1901 г.). — К. : лито-тип. т-ва И.Н. Кушнерев и К°, Киев. отд-ние, 1901. — 34 с.(рос. дореф.)
- Н.Л.Лятошинский. Таблички по всеобщей и русской истории: Пособие для сред. учеб. заведений. — Житомир : Электрич. тип. насл. М. Дененмана, 1912. — 126 с.(рос. дореф.)
- Н.Л.Лятошинский. Наполеон I, его жизнь и историческое значение. — Житомир : изд. бывш. учеников и почитателей авт, 1913. — 115 с.(рос. дореф.)

### Нагороди
- Орден Святого Станіслава 2 ступеня[1].
- Орден Святої Анни 2 ступеня (1 січня 1906)[1].
- Медаль «У пам'ять царювання імператора Олександра III»[1].

## Сім'я
Дружина Ольга Борисівна.
Донька Ніна (нар.1891, Житомир).
Син Борис (нар.22 грудня 1894, Житомир — пом.15 квітня 1968, Київ) — відомий радянський український композитор, диригент і педагог.